# Graeme Revell
Graeme Revell (ur. 23 października 1955 w Auckland w Nowej Zelandii) – nowozelandzki kompozytor filmowy. Uhonorowany Złotą Osella za najlepszą muzykę, na MFF w Wenecji, do filmu Chińska szkatułka (1997).
Jest absolwentem Uniwersytetu w Auckland, gdzie studiował ekonomię i nauki polityczne. Jest również pianistą i waltornistą. Były członek (perkusja, keyboard) grupy muzycznej SPK.

## Twórczość
Twórca ścieżek dźwiękowych m.in. do filmów: 

- Aeon Flux
- Martwa cisza
- Psychoza 4: Początek
- Kruk
- Uliczny wojownik
- Od zmierzchu do świtu
- Szkoła czarownic
- Święty
- Negocjator
- Narzeczona laleczki Chucky
- Informator
- Pitch Black
- Czerwona Planeta
- Blow
- Ciśnienie
- Freddy kontra Jason
- Daredevil
- Kroniki Riddicka
- Sin City: Miasto grzechu
- Grindhouse: Planet Terror.

Skomponował również muzykę do gry Call of Duty 2.